# Histoire de l'Antarctique
L’histoire de l’Antarctique commence dans le monde occidental par la théorie de la Terra Australis, un vaste continent au sud du globe terrestre. Le passage du cap Horn et du cap de Bonne-Espérance aux XVe et XVIe siècles démontra que la Terra Australis Incognita (Terre australe inconnue) existait bel et bien.

## Formation du continent

Le Gondwana.

L'Antarctique, il y a 200 Ma, était une partie du supercontinent Gondwana. Il y a 160 millions d'années (Jurassique supérieur), le Gondwana commence à se scinder lorsqu'un rift sépare l'Afrique de l'Inde. Il y a 125 millions d'années, l'Inde se détache entièrement puis, il y a 80 millions d'années c'est au tour du bloc austral contenant la Nouvelle-Zélande, l'Australie et l'Antarctique. L'Australie se sépare de l'Antarctique il y a environ 50 millions d'années.

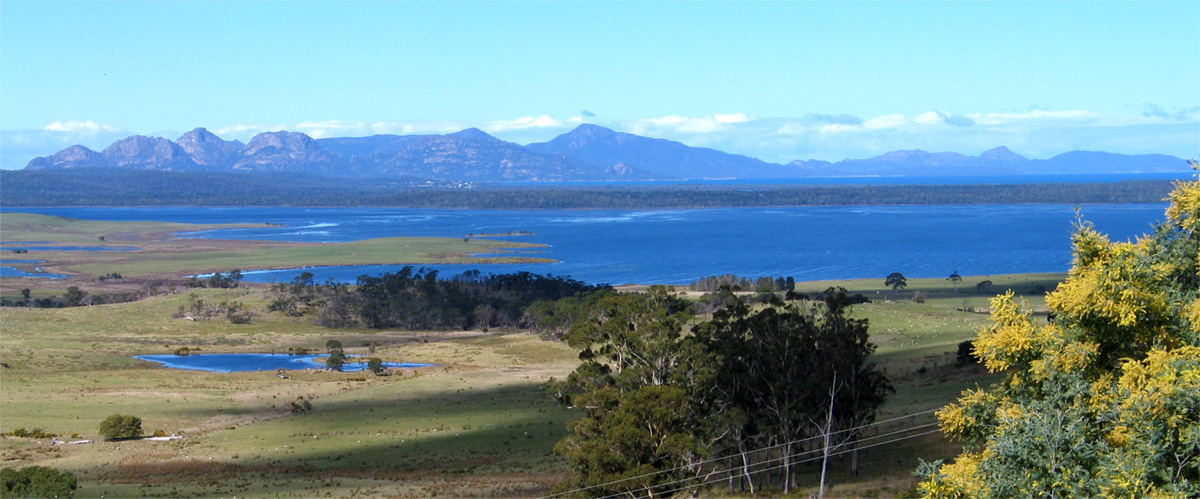
Paysage de Tasmanie, proche de ce qu'était l'Antarctique aux époques où l'on y trouvait des forêts nébuleuses dont on découvre aujourd'hui les fossiles.

Entre 100 et 34 Ma (l’Éocène), l’Antarctique était parcouru de vastes systèmes fluviaux, et d’une végétation luxuriante de forêt pluviale tempérée marécageuse (Crétacé moyen ~92–83 Ma) dominée par les conifères,. À cette époque, un climat frais et humide dit « climat polaire forestier » y régnait, avec des végétaux capables d'hiverner pendant la nuit polaire,. Aujourd'hui on trouve des écosystèmes de ce type dans les îles subantarctiques, en Tasmanie et dans le sud du Chili, notamment en Terre de Feu ; certaines espèces végétales comme les Araucariacées et des groupes d'animaux comme les marsupiaux vivent en Australie et en Amérique du Sud jadis reliées à travers l'Antarctique jusqu'à il y a environ 25 millions d'années.
En 1968, le paléontologue américain Edwin Harris Colbert découvre au Graphite Peak, à 650 km du pôle sud, des fossiles de temnospondyles et de dinosaures[réf. souhaitée]. Depuis, les découvertes se multiplient avec des espèces aux grands yeux adaptés à la nuit polaire (proches du Leaellynasaura australien) ou encore la première espèce de dinosaure endémique à l'Antarctique, le Cryolophosaurus ellioti découvert en 1991.
Il y a environ 25 millions d’années, à l'Oligocène, l'ouverture du passage de Drake entre l'Amérique du Sud et l'Antarctique, isole ce dernier mais sa biodiversité végétale perdure encore une dizaine de millions d'années jusqu'à son englacement qui commence au Miocène, il y a 15 Ma. En dérivant vers le sud, des courants marins froids, dit circumpolaires, entourent désormais l'Antarctique qui, en plus des nuits polaires, subit des hivers de plus en plus rigoureux : le continent finit ainsi par se couvrir de glace et toute végétation y disparaît. Il sera le dernier continent abordé par l'espèce humaine.

## Terra Australis Incognita

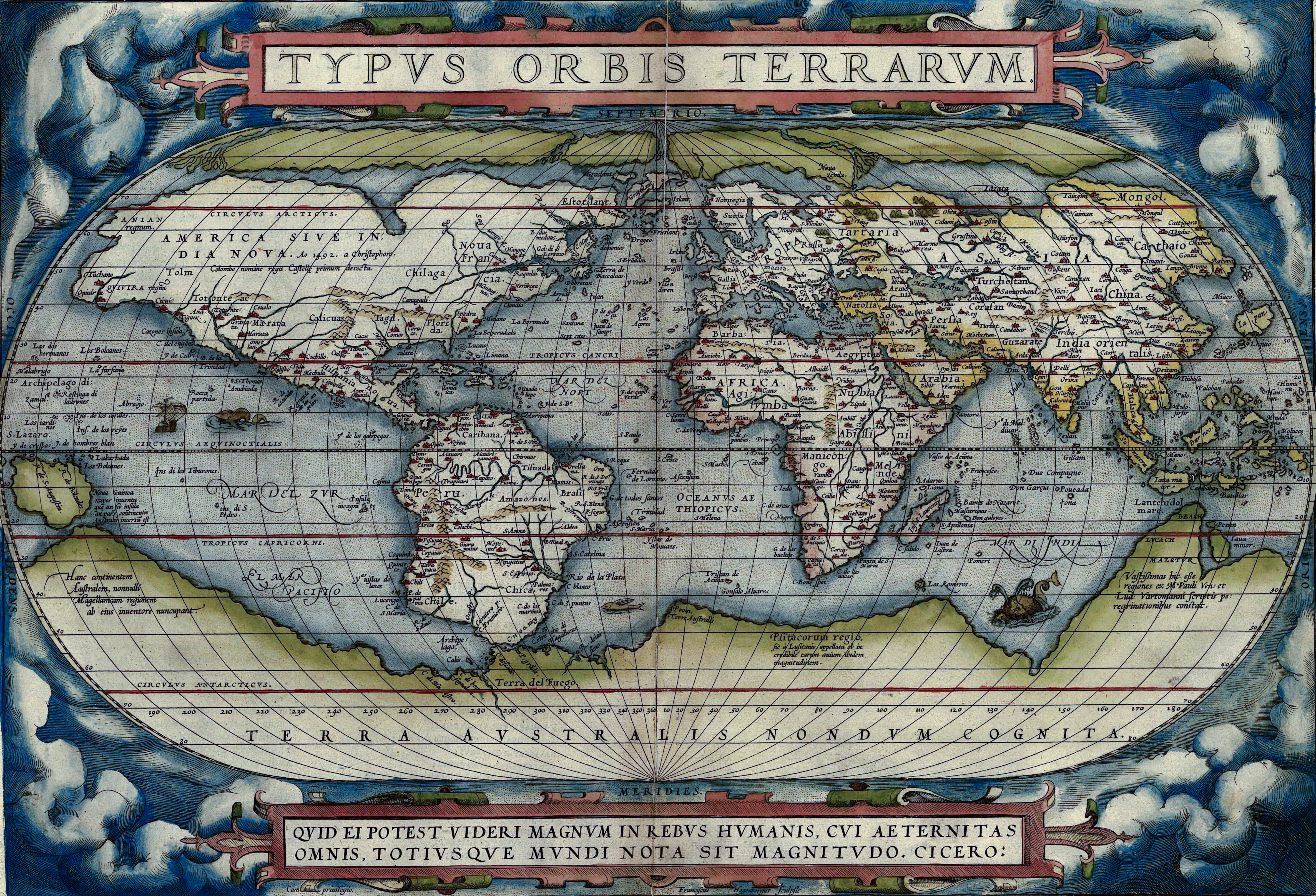
Carte d'Abraham Ortelius de 1570 montrant le lien entre le continent inconnu et l'Amérique du Sud ainsi que des terres autour du pôle Nord.

Depuis l'Antiquité, les savants grecs antiques comme Parménide, acceptaient l'existence d'un grand continent austral qui, pensaient-ils, devait faire contrepoids aux masses continentales de l'hémisphère nord. Ainsi Aristote avait postulé qu'il fallait une symétrie de terres habitables au sud, en miroir des territoires d'Europe, d'Asie et d'Afrique. En conséquence, ce continent du nom latin de Terra Australis figure sur de nombreuses cartes du monde bien avant la découverte de l'Antarctique, comme celles de Cratès de Mallos dès le deuxième siècle avant notre ère, de Piri Reïs en 1513, d'Oronce Fine en 1531, de Gérard Mercator en 1569 ou de Philippe Buache en 1754. Certains historiens supposent que l'Antarctique ou des îles subantarctiques ont pu être aperçues longtemps avant la date officielle de 1820, notamment par des baleiniers suivant les migrations des cétacés. Il n'existe cependant aucune preuve que l'homme soit arrivé en Antarctique avant le XIXe siècle.

### Poussée vers le sud
Certaines conceptions chrétiennes, comme celles de Lactance ou de Cosmas Indicopleustès s'opposèrent dans l'antiquité tardive à l'idée d'une Terra Australis, car les modèles géographiques tirés de la Bible - terre plate ou « terre tabernacle » - ne nécessitaient pas de « contrepoids austral » aux continents connus. Mais le modèle hérité de l'antiquité grecque resta dominant et fut transmis aux savants du Moyen Âge par les grandes compilations comme les Etymologies d'Isidore de Séville. Pour Isidore la Terra Australis est la quatrième partie du monde, au-delà de l'océan, continent brûlant habité par les « Antipodes ». Sous le nom d'Antichtone la Terra Australis est souvent présentée dans les cartographies du Moyen Âge comme un objet de débat. Les nombreuses copies du Commentaire sur l'Apocalypse de saint-Jean écrit par Beatus de Liebana vers 780 présentent une carte faisant figurer cette « quatrième partie du monde ». Dans la carte de Théodulf d'Orléans, à l'époque de Charlemagne, les terres australes sont vides formant un hémisphère inhabité, opposé à l'écoumène, la terre des hommes. Lorsque Constantinople fut prise par les Turcs en 1453, beaucoup de savants grecs s'enfuirent en Occident, notamment en Italie, apportant avec eux nombre de manuscrits grecs dont les travaux de cartographie de Ptolémée. Ceux-ci furent imprimés vers la fin de ce siècle. Les cartes de la Renaissance s'inspirent alors des idées de Ptolémée sur le « continent austral » et présentent ses côtes supposées et l'intérieur de ses terres sans l'imaginer comme un continent glacé, comme c'est le cas par exemple dans la Mappemonde de Pierre Desceliers de 1546
Le Portugais Henri le Navigateur fut l'initiateur des explorations maritimes qui firent sortir l'Europe occidentale de ses frontières. Son compatriote Bartolomeu Dias longea la côte ouest de l'Afrique et passa même le cap de Bonne-Espérance. Ce fut un exploit car, hormis le fait qu'il ait ouvert la route des Indes, il prouva que l'on pouvait franchir l'équateur et que la terre australe n'était pas contiguë à l'Afrique.
En 1519, Fernand de Magellan part d'Espagne avec une expédition qui a pour but de rejoindre les îles aux épices situées en Asie orientale, à l'ouest de l'Amérique. Magellan sous-estimait alors l'importance de l'océan Pacifique. En longeant la côte est de l'Amérique du Sud, il espérait trouver un passage vers l'ouest par l'estuaire du río de la Plata. Il finit par trouver et franchir le détroit qui porte aujourd'hui son nom, sans savoir si la Terre de Feu à son bâbord était une île ou l'extrémité de la Terra Australis.
En 1578, ce doute fut levé par Francis Drake lors de son tour du monde. Il passa au sud de la Terre de Feu et en déduisit que s'il y avait un continent austral, il serait plus au sud dans l'hiver perpétuel. Le détroit franchi par Drake prit ensuite son nom. Les cartographes européens laissèrent libre cours à leur imagination et dessinèrent des terres dans cette vaste région inconnue qu'était alors le sud des océans Pacifique, Atlantique et Indien. Les plus rigoureux laissèrent une grande tache blanche figurant à la fois l'absence de données et le froid glacial. Ils la dénommèrent Terra Australis Incognita (« Terre inconnue australe ») et elle devint une obsession pour les navigateurs des XVIe et XVIIe siècles.

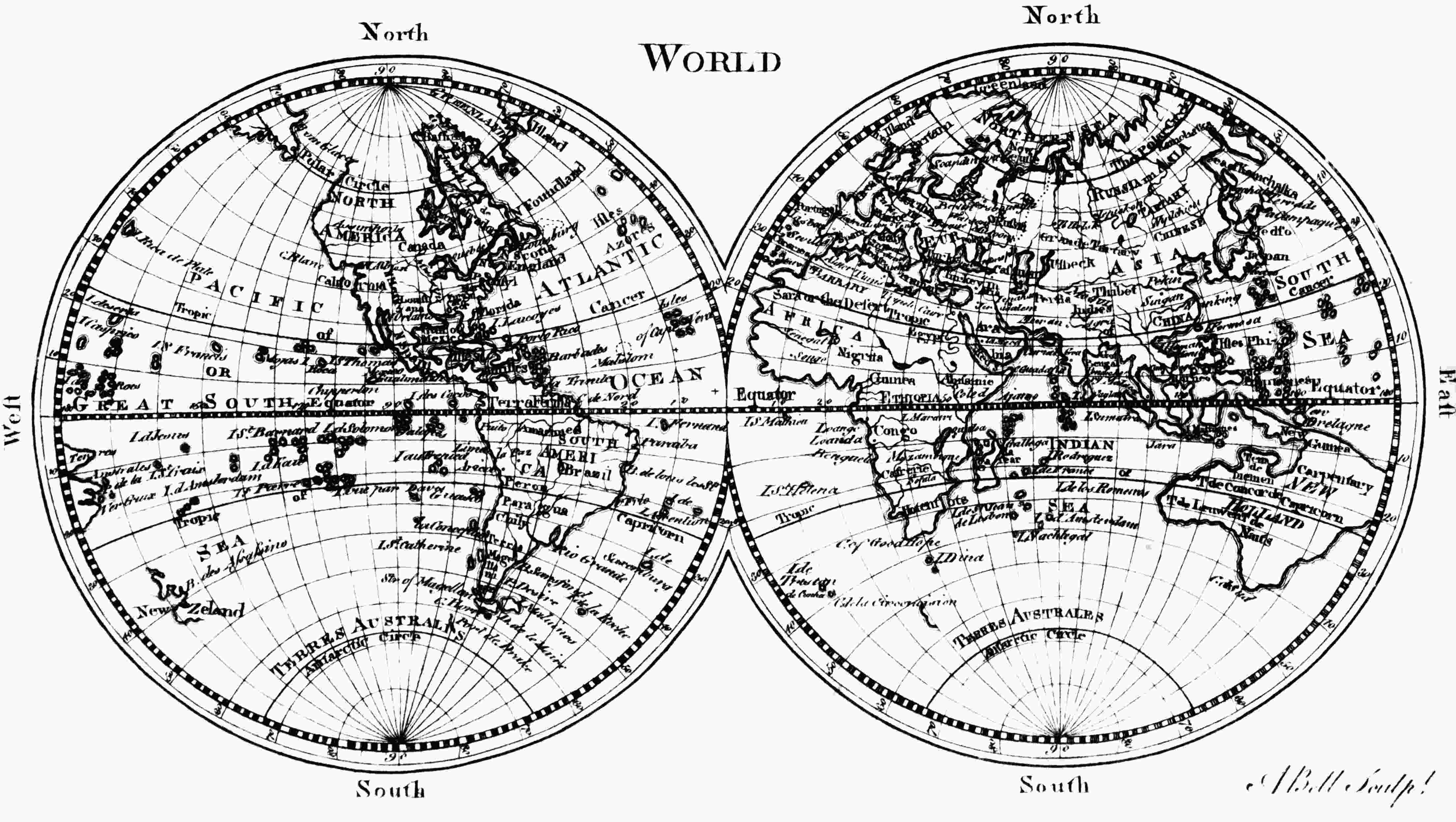
Carte de 1771 montrant une Terra Australis au contour vague

Plusieurs expéditions, menées notamment par des navigateurs néerlandais, eurent ensuite lieu dans le sud. Willem Schouten et Jacob Le Maire redécouvrirent ainsi l'extrémité de la Terre de Feu et la nommèrent cap Horn en 1615. Pedro Fernandes de Queirós, en 1606, prit possession au nom du roi d'Espagne de toutes les terres qu'il avait découvertes en Australia del Espiritu Santo (plus grande île du Vanuatu) et de toutes celles qu'il découvrirait, « même jusqu'au pôle ». Abel Tasman démontra en 1642 que la Nouvelle-Hollande (Australie) était séparée d'un quelconque continent austral par la mer. D'autres expéditions permirent de découvrir la Nouvelle-Zélande ainsi que d'autres îles australes.
Les navires passant par le cap Horn rencontraient fréquemment des vents contraires et dérivaient vers le sud ; les marins rapportaient par la suite avoir vu une mer remplie de glaces. En général, les découvertes faites avant 1750 près du cercle polaire furent totalement accidentelles. Aucune ne put prouver qu'elle avait franchi le cercle polaire antarctique avant 1770. L'histoire de la découverte de terres à 64° S par Dirck Gerritsz Pomp à bord du Blijde Boodschap en 1599 semble en effet être une erreur du traducteur Kasper Barlaeus en 1622. De même, un autre récit évoquant des « montagnes couvertes de neige » au-delà de 64° S fait en 1603 par le navigateur espagnol Gabriel de Castilla ne peut être confirmé. Une controverse fut également soulevée quant à savoir si l'île de Géorgie du Sud fut ou non repérée par Anthony de La Roché en 1675.
En 1698, Edmond Halley aux commandes du HMS Paramore partit effectuer des relevés sur le champ magnétique terrestre dans l'Atlantique sud. Le navire rencontra la glace à 52° S en janvier 1700, au point le plus austral de son périple. Un autre voyage antérieur à 1770 eut aussi lieu dans ce secteur : celui du capitaine de la Marine française Jean-Baptiste Charles Bouvet de Lozier. Partant des récits semi-légendaires du sieur de Gonneville, il se rendit jusqu’à 55° S en 1738 afin de découvrir les terres australes. À partir de 48° S, il navigua dans des eaux parsemées de glaces et d'icebergs, ne découvrant que l'île Bouvet à 54°10' S.
En 1771, Yves Joseph de Kerguelen de Trémarec partit de France avec instructions de se rendre au sud de l'île Maurice et de rechercher « un très grand continent ». Il fit escale à 50° S sur une terre qu'il nomma « France australe » et qu'il croyait être la partie centrale du continent austral. Lors d'un voyage ultérieur pour parfaire son exploration, il découvrit qu'il ne s'agissait que d'un archipel formé d'îles inhospitalières. James Cook les rebaptisa « îles de la Désolation » trois ans plus tard, puis îles Kerguelen en l'honneur de l'officier français.

### Traversée du cercle polaire

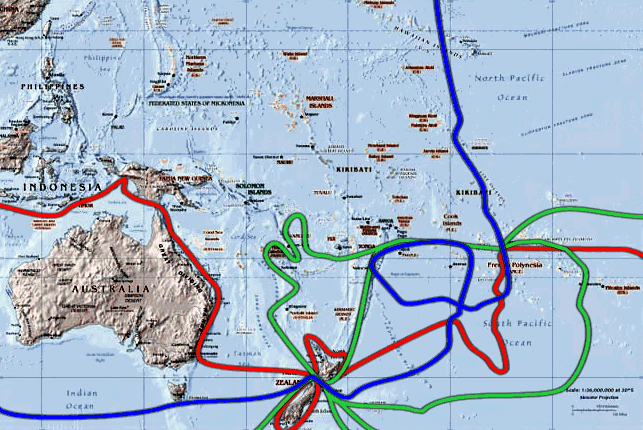
Les voyages du capitaine James Cook dans le Pacifique Sud dont les lignes vertes sont reliées à son expédition vers le pôle Sud.

Découvrir la terre australe devint une obsession dans l'esprit d'Alexander Dalrymple, un brillant mais fantasque hydrographe anglais, qui fut sélectionné par la Royal Society pour diriger l'expédition d'observation du transit de Vénus au large de Tahiti en 1769. L'Amirauté britannique préféra, cependant, confier la responsabilité de cette expédition au capitaine James Cook. Celui-ci prit donc le commandement du Resolution, un navire de 462 tonnes, tandis que le navire Adventure de 336 tonnes était dirigé par le capitaine Tobias Furneaux. En 1772, l'expédition partit en direction du sud.
Cook recherche d'abord l'île Bouvet en vain. Il fait ensuite voile 20 degrés de longitude vers l'ouest à une latitude de 58° S puis, le long du 60e parallèle sur 30 degrés vers l'est, ce qui constitue la latitude la plus au sud jamais alors traversée volontairement. Le 17 janvier 1773, il est le premier à franchir le cercle polaire antarctique. Les deux navires atteignent 67° 15' S à 39° 35' E comme point le plus au sud et sont forcés de rebrousser chemin à cause des glaces.
Cook se dirige ensuite vers la France australe, dont la nouvelle de la découverte lui était parvenue depuis Le Cap. La position de Kerguelen étant très approximative, il se dirige 10 degrés trop à l'est et ne la voit pas. Il revient vers le sud et est à nouveau arrêté par les glaces à 61° 52' S 95° E. Pendant trois ans, Cook tourne ainsi autour de l'Antarctique sans jamais y poser le pied. Le point le plus au sud qu'il atteint est 71° 10' S 106° 54' O le 30 janvier 1774. Vers la fin de son voyage, il conclut qu'il n'y avait pas de terre australe mais seulement des glaciers à perte de vue. Par ses allées et venues, il démontrera également qu'il n'y avait aucune connexion entre la Terre de Feu et la Nouvelle-Zélande.

### Découverte de laTerra Australis

Les grandes explorations du XIXe siècle.

C'est en 1819 que l'Antarctique a été officiellement découverte. Le capitaine au long cours britannique William Smith, à bord de son navire le Williams of Blyth, révèlera au monde l'existence du continent austral le 19 février 1819, jour au cours duquel il rapporte avoir vu des terres au sud du 62e degré. Il y retournera le 15 octobre 1819, nommant le chapelet d’îles qu’il côtoie « South Shetland » dont il prendra possession au nom du roi George III d'Angleterre, le 17 octobre après avoir débarqué dans une de ses baies. À cette occasion, cependant, il découvre les vestiges d’un navire de guerre espagnol, le San Telmo, qui avait disparu au cours d’une tempête à son passage du cap Horn, un mois et demi plus tôt. Ce fait est rapporté dans les mémoires du capitaine Robert Fildes, ami de William Smith.

L'Antarctique en 1914.

La première reconnaissance de l'Antarctique ne peut pas être rattachée en toute certitude à un seul événement bien établi,. Trois personnes : le capitaine Fabian Gottlieb von Bellingshausen de la marine russe, le capitaine Edward Bransfield de la marine britannique (capitaine de la Royal Navy, envoyé en Antarctique par le consul britannique Shirreff à la suite de la découverte de William Smith) et le chasseur de phoques américain Nathaniel Palmer ont vu l'Antarctique à quelques jours ou quelques mois d'intervalle, mais assurément de façon postérieure à William Smith.
Bellingshausen partit sur les traces de Cook en 1819, envoyé par la Russie avec instructions de compléter les découvertes de Cook et de s'approcher le plus possible du pôle Sud. Ainsi, il traversa lui aussi le cercle polaire et alla même plus au sud que Cook n’était jamais allé : il s'approcha à 40 km du continent le 28 janvier 1820. L'équipage s'aperçut que la banquise était reliée à des falaises verticales, supposant ainsi la présence d'une terre. L'expédition découvrit également les îles Pierre Ier et Alexandre Ier, les premières îles découvertes au sud du cercle polaire.
Le 30 janvier 1820, Bransfield vit ce qu'il appela la péninsule de la Trinité, c'est-à-dire la pointe la plus au nord du continent Antarctique. Palmer, de son côté, vit le continent au sud de la péninsule le 17 novembre de la même année. Au regard des dates, c'est Bellingshausen qui a été le premier à approcher de la péninsule Antarctique mais le fait est contesté parce qu'aucun n'accosta pour laisser des traces de son passage.
Le premier accostage eut lieu seulement un an plus tard. On le doit au chasseur de phoques américain John Davis le 7 février 1821, mais là encore, le fait est contesté par les historiens,. En 1823, grâce à de bonnes conditions météorologiques, le navigateur anglais James Weddell put s'avancer jusqu’à 74° 15' S dans la mer de Weddell qui porte maintenant son nom. Louis-Philippe demanda à Jules Dumont d'Urville de battre ce record, mais son voyage ne fut couronné de succès qu'à la deuxième tentative en 1837-1838, quand il découvrit la Terre Adélie.

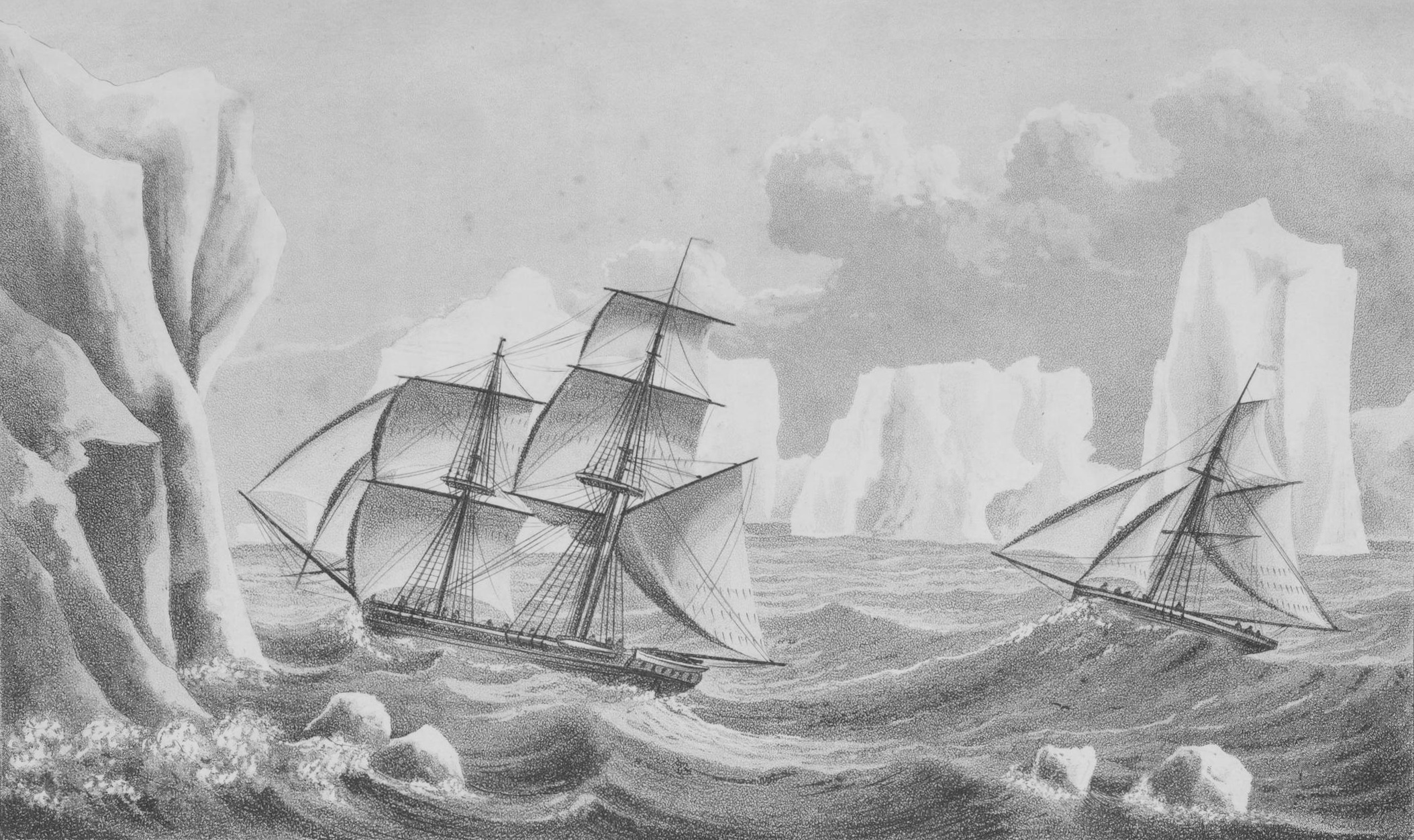
Peinture du brick Jane et du cotre Beaufroy de la seconde expédition de James Weddell

Après que le pôle Nord magnétique eut été localisé en 1831, James Clark Ross partit à la recherche du pôle Sud magnétique en 1839 avec ses navires Erebus et Terror. Au bout du compte, il arriva à déterminer sa position approximative, mais sans jamais l'atteindre. Il put néanmoins établir une carte de la mer de Ross, à laquelle on donna son nom. Il fit ensuite voile vers l'est le long de la côte sud de l'Antarctique et découvrit deux montagnes, les plus actifs volcans du continent, qu'il nomma du nom de ses navires : mont Erebus et mont Terror.
Malgré toutes ces découvertes, on ne savait toujours pas si on avait vraiment affaire à un continent ou seulement à plusieurs îles emprisonnées par la glace. Le premier à se rendre compte qu'elles étaient unies fut le lieutenant de vaisseau Charles Wilkes de la US Navy. En 1840, grâce à son expédition de plus de 2 500 kilomètres autour de l'Antarctique, il découvrit la Terre de Wilkes dans le quadrant sud-est du continent et en déduisit que toutes ces terres étaient reliées entre elles.

## La conquête du Pôle
La véritable conquête de l'Antarctique commença en 1895 après le 6e congrès international de géographie qui avait eu lieu au London Imperial Institut. Le 3 août une résolution y fut adoptée avec la déclaration « que cette conférence est d'avis que l'exploration des régions antarctiques est le plus grand espace d’exploration géographique à pouvoir être encore entrepris », et on pria les savants du monde entier d'y organiser des expéditions.
En 1897, une expédition dirigée par le Belge Adrien de Gerlache partit d'Anvers pour rallier le continent austral. L'équipe multinationale comprenait un zoologiste roumain (Emil Racoviță), un géologiste polonais (Henryk Arctowski), un navigateur/astronome belge (Georges Lecointe), plusieurs Norvégiens dont Roald Amundsen et un médecin américain Frederick Cook. En 1898, ils furent les premiers à passer l'hiver en Antarctique sur le navire le Belgica, lorsque celui-ci fut pris dans les glaces du 2 février 1898 au 14 mars 1899. Durant cet hivernage forcé, plusieurs hommes perdirent la raison. Ce ne fut pas à cause des dures conditions de vie ni de la nuit sans fin mais plutôt à cause des problèmes de communication apportés par la multitude de langues.
Un an plus tard, une expédition britannique commandée par le Norvégien Carsten Borchgrevink, fut la première à hiverner intentionnellement,.
La première expédition allemande vers le pôle Sud eut lieu de 1901 jusqu’à 1903 sous la direction d'Erich von Drygalski. À bord du navire Gauss, les chercheurs découvrirent la Terre du Kaiser Guillaume II et étudièrent le volcan Gaussberg à partir d'un dirigeable.

### ExpéditionBritish National Antarctic

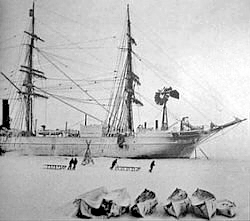
Le navire de Scott RRS Discovery

En un temps, où le monde entier semblait avoir été découvert, l'Antarctique donnait l'impression d'être l'une des dernières régions encore inconnues sur terre, et sa conquête était devenue le symbole du triomphe de l'impérialisme. C'est le sens qu'il faut donner à ce que disait Leonard Darwin, président de la Royal Geographical Society, pendant un repas d'adieu donné en l'honneur de Robert Falcon Scott avant que celui-ci se mît en route pour son expédition dans l'Antarctique : « Scott va prouver une fois de plus que la virilité de notre nation n'est pas morte et que le caractère de nos ancêtres, qui firent l'Empire, fleurit encore en nous ». L'expédition de Scott (1901-1904) s'approcha du Pôle Sud à moins de 857 km.

### ExpéditionScottish National Antarctic
En 1903, l'expédition Scottish National Antarctic fonda Osmond House, une station météorologique, sur l'île Laurie des îles Orcades du Sud. Un an plus tard, la propriété de la base fut cédée à l'Argentine qui la renomma Orcadas. C'est la base habitée en permanence la plus ancienne de l'Antarctique et la seule présente durant les quarante prochaines années.

### ExpéditionBritish Imperial Antarctic

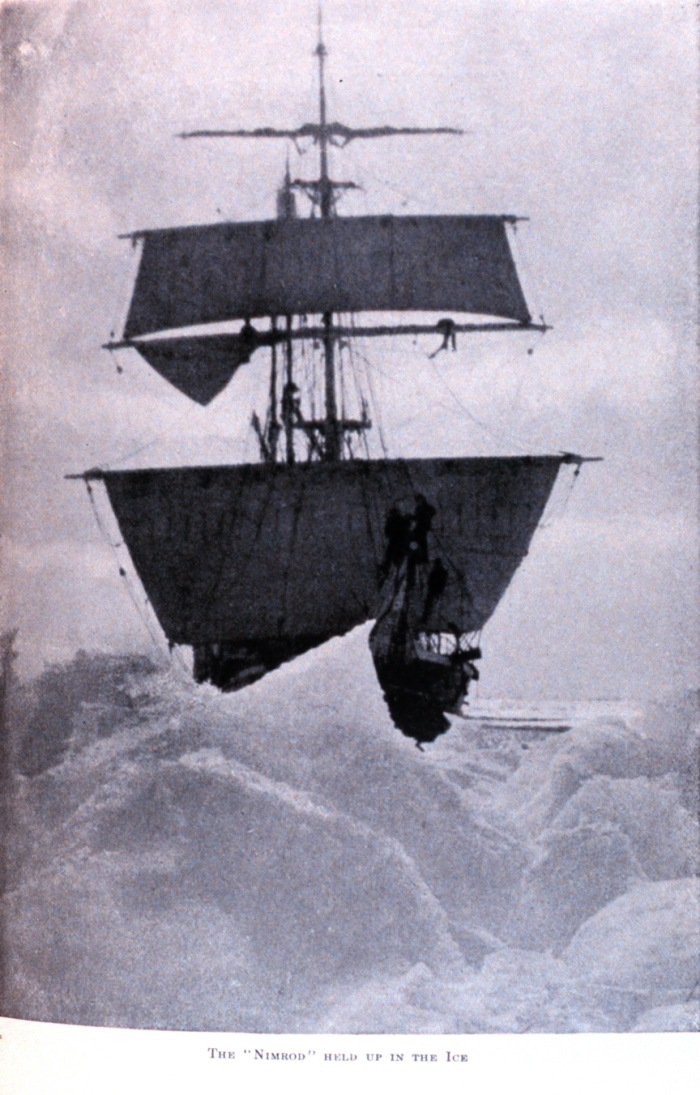
Le Nimrod pris dans les glaces

Arrivée sur le navire le Nimrod au détroit de McMurdo, l'expédition menée par Ernest Shackleton (1907-1909), ancien membre de l'équipe de Scott, s'approcha du pôle Sud à moins de 180 kilomètres avant d'être contrainte de rebrousser chemin. Shackleton découvrit néanmoins le glacier Beardmore et fut le premier à atteindre le plateau polaire. Durant cette expédition, l'équipe dirigée par Edgeworth David fut la première à faire l'ascension du mont Erebus et à atteindre le pôle Sud magnétique.

### Course au pôle
C'est le 14 décembre 1911 que Roald Amundsen atteignit enfin le pôle avec son expédition norvégienne, un mois avant que Robert Falcon Scott et son équipe n'y parviennent. Alors qu'il tentait de rejoindre son camp de base, Scott fut arrêté par un blizzard et il mourut avec toute son équipe.

« Sauvage comme aucun autre lieu de notre terre il se trouve là, ni vu ni foulé par l'homme. »

— Roald Amundsen, en 1911

### Autres expéditions

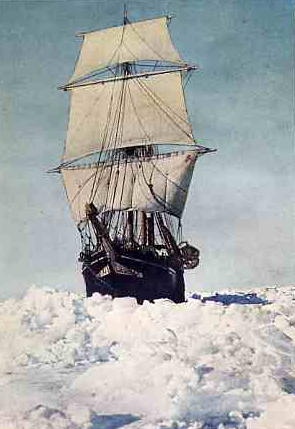
Le trois-mâts l’Endurance qui a donné son nom à l'expédition.

En 1908-1910, Jean-Baptiste Charcot découvrit une partie de la péninsule antarctique avec le Pourquoi-Pas ? IV.
Un autre grand explorateur de l'Antarctique à cette époque est Douglas Mawson. Il n'était qu'un simple membre de l'expédition Discovery sous la direction de Shackleton mais fit en 1911 sa propre tentative avec l'expédition Aurora.
Une deuxième expédition allemande vers le pôle Sud, dirigée par Wilhelm Filchner, découvrit en 1912 les barrières de glace Ronne et Filchner et la côte de Luitpold après que leur navire fut bloqué dans la banquise pendant neuf mois.
L'une des expéditions en Antarctique qui devait entrer dans la légende est celle de l’Endurance commencée en 1914 par Ernest Shackleton et qui se proposait de traverser l'Antarctique de part en part. Son navire, l’Endurance, resta bloqué dans la banquise. Les 28 hommes se trouvaient coincés depuis des mois à des milliers de milles des terres habitées les plus proches quand la pression des glaces fit couler le navire. Ils ont enduré pendant 22 mois des températures descendant jusqu’à −45 °C avec des provisions limitées. La traversée pour rejoindre une station baleinière de l'île de la Géorgie du Sud, après 1,800 km dans un océan déchaîné à bord d'un canot de sauvetage de sept mètres et en utilisant pour la navigation un sextant et un chronomètre, constitue un exploit.
Une partie de la deuxième équipe de l'expédition, embarquée à bord de l’Aurora et envoyée en mission de soutien de l'autre côté du continent, a également vécu une situation critique de survie dans des conditions précaires. Leur aventure s'est soldée par la mort de trois des membres du groupe.

### Explorations aériennes
Une nouvelle ère dans la découverte de l'Antarctique commença grâce au contre-amiral américain Richard Byrd qui, entre 1928 et 1956, dirigea au total cinq expéditions dans ce continent. Il s'agit du plus grand nombre effectué par un explorateur. Les 28 et 29 novembre 1929, il fut le premier à utiliser un avion sur ce continent et à survoler le pôle Sud avec son pilote Bernt Balchen. Lors de ses reconnaissances, il portait surtout son attention aux recherches scientifiques plutôt qu'aux exploits.
Lors de l'opération Highjump qui eut lieu de décembre 1946 à avril 1947, et qui fut la plus grande expédition en Antarctique de tous les temps, Byrd conduisit 4 700 personnes, treize bateaux et 23 avions jusqu’à la base de Little America dans le détroit de McMurdo. Il fit prendre plus de 70 000 vues aériennes. Les expéditions de Byrd jetèrent les bases pour l'établissement de cartes modernes et pour la recherche sur ce continent.
En 1938, sous la direction d'un capitaine expérimenté sur la question du pôle, Alfred Ritscher, une expédition allemande entreprit le voyage vers le pôle Sud. Il choisit comme bateau le Schwabenland de la Lufthansa duquel on pouvait lancer des avions Dornier de 10 tonnes de type Wal, à l'aide de catapultes. C'était une technique révolutionnaire déjà utilisée par la Lufthansa depuis 1934 pour les communications postales avec l'Amérique du Sud.
À l'automne 1938, le Schwabenland fut adapté pour cette expédition en Antarctique aux chantiers navals de Hambourg. Après les transformations et alors que précédemment, il croisait surtout dans les eaux tropicales, le navire quitta Hambourg le 17 décembre 1938 et atteignit l'Antarctique le 19 janvier 1939. Au cours des semaines suivantes, presque 600,000 km2 de surface furent survolés et photographiés en quinze vols par les deux avions Boreas et Passat. On prit alors 11 000 photos et presque le cinquième de la surface de l'Antarctique avait été ainsi repéré pour la première fois. Le terrain fut déclaré, par la pose de drapeaux nazis, possession du IIIe Reich et baptisé Neuschwabenland.
L'Antarctique fut une seule fois le théâtre de réelles opérations militaires à la suite de revendications territoriales : en 1952, des soldats argentins tirèrent sur des chercheurs britanniques, alors qu'ils essayaient de relever une station de recherche qui avait été détruite. L'Argentine revendiquait la péninsule Antarctique, puisqu'elle ne se trouve qu'à 1 480 km environ de la pointe australe de l'Amérique du Sud.
Après Amundsen et Scott, c'est seulement le 31 octobre 1956 qu'un être humain foula une nouvelle fois le pôle Sud, quand le contre-amiral américain George Dufek y atterrit dans un avion de type R4D Skytrain.

### ExpéditionCommonwealth Trans-Antarctic

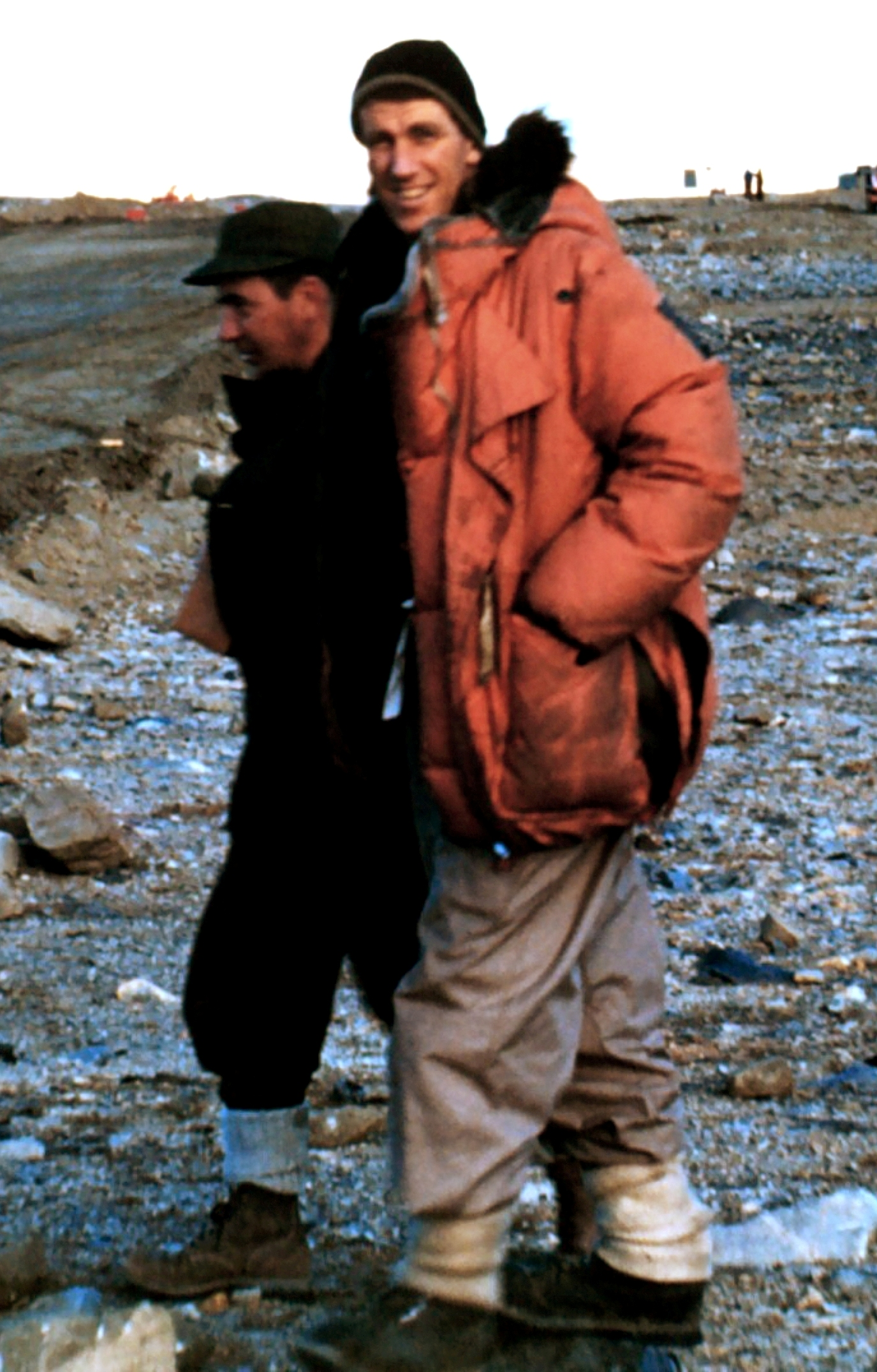
Edmund Hillary en 1958 en Antarctique

Pendant l'année géophysique internationale de 1957, un grand nombre d'expéditions eurent lieu. Entre autres, lors de l’expédition Commonwealth Trans-Antarctic, le Néo-Zélandais Edmund Hillary, avec des tracteurs Ferguson adaptés aux conditions polaires, atteignit le premier le pôle Sud après Scott en suivant une route terrestre. Il était parti de la mer de Ross afin d'établir des postes de ravitaillement pour la traversée du continent. Peu de temps après son arrivée et venant de la direction opposée, le Britannique Vivian Fuchs le rejoignit au pôle, grâce à des autoneiges. Fuchs, poursuivant sa route, devint ensuite le premier à compléter la traversée de part en part du continent en rejoignant la Mer de Ross. Il s'agit d'un périple de plus de 3 000 km effectués en 99 jours…

## Internationalisation
Le traité sur l'Antarctique fut signé le 1er décembre 1959 et entra en vigueur le 23 juin 1961. Il met en veilleuse les revendications territoriales des signataires sans les contester et y limite les activités militaires à l'assistance des activités scientifiques.

## Histoire récente

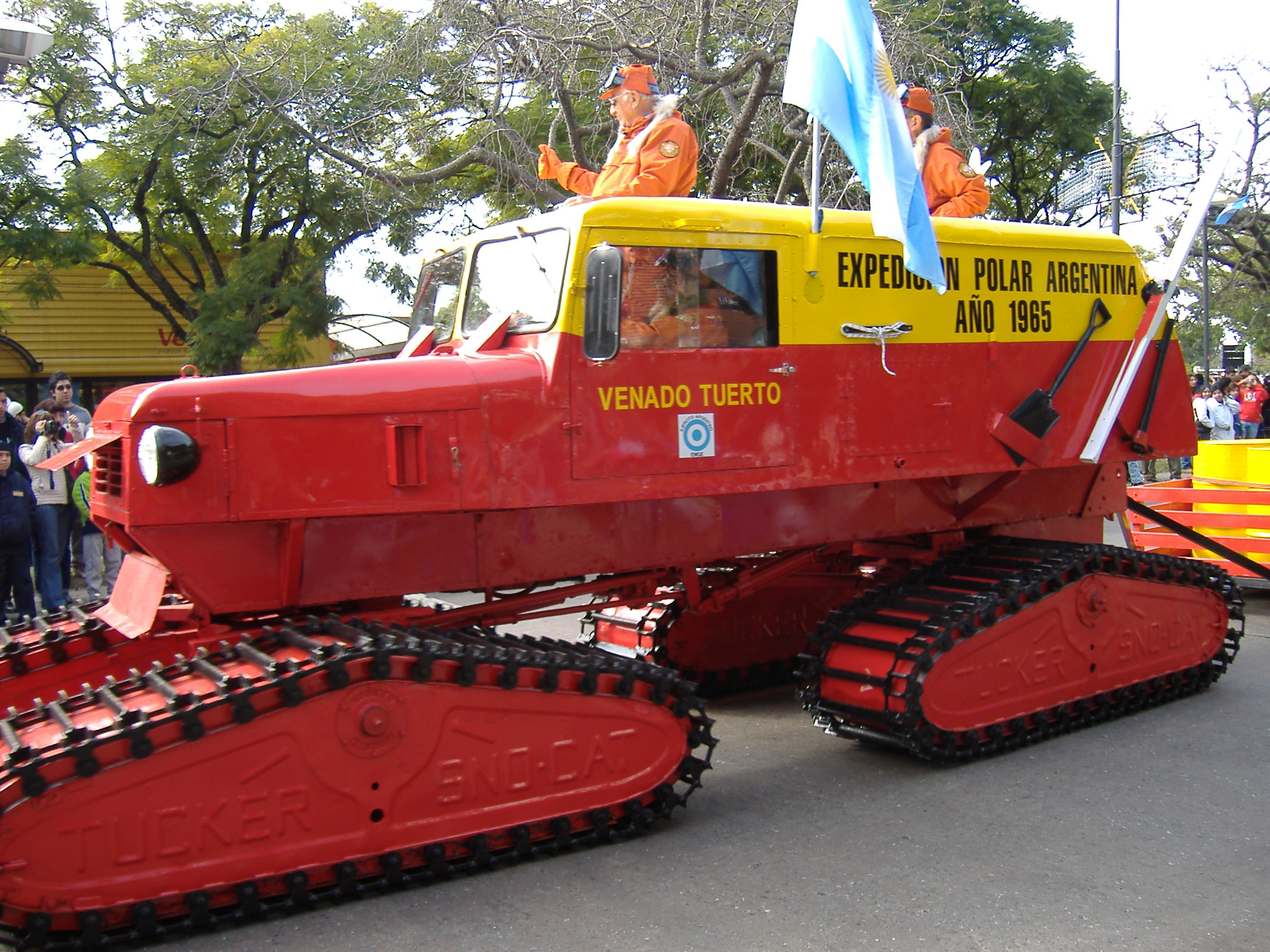
Autoneige Tucker utilisée par une expédition polaire argentine en 1965.

Le 7 janvier 1978, le premier bébé, Emilio Marco de Palma, naquit sur le continent à proximité de la baie Hope, à la base Esperanza. Sa mère avait été envoyée en Antarctique par le gouvernement argentin pour que cette naissance appuyât les revendications territoriales du pays. Plusieurs pays, dont l'Argentine, le Chili et la Grande-Bretagne, revendiquent encore ainsi une portion des terres antarctiques, soit par volonté d'étendre leur territoire géographique, soit pour des raisons historiques.
Le 28 novembre 1979, à l'occasion d'un vol touristique, un DC-10 d'Air New Zealand s'écrasa sur le mont Erebus à la suite d'une faute de navigation. Cet accident, où périrent les 237 passagers et les 20 membres de l'équipage, mit fin à l'ère des vols touristiques commerciaux sur le continent : plus aucun profit ne justifiait les risques.
En 1989, Reinhold Messner et Arved Fuchs purent traverser à pied pour la première fois la totalité du continent en 92 jours. En 2001, deux aventurières de l'Antarctique Ann Bancroft et Liv Arnesen refirent en partie l'exploit à skis.
En 1996-1997, Bernard Voyer et Thierry Petry parcourent 1 500 km afin de rejoindre le Pôle Sud.
En 1996-1997, Laurence de la Ferrière est la première Française à atteindre le pôle sud en solitaire.
Une expédition internationale, la Transantarctica de 1989-1990, eut pour objectif de traverser d'ouest en est l'ensemble du continent Antarctique durant la période estivale afin d'attirer l'attention du monde sur l'importance du traité sur l'Antarctique qui arrivait à expiration. C'est la première traversée à pied, aidé de traîneaux à chiens, du continent. En partie grâce à l'accueil international reçu par cette expédition hors normes, le continent restera une terre de sciences et de paix au moins jusqu'en 2041 à la suite de la signature du protocole de Madrid, le 4 octobre 1991.
En 1996, un immense lac d'eau liquide fut découvert par des enregistrements de satellite. Le lac Vostok se trouve sous une carapace de glace de 3,600 m à proximité de la station russe Vostok.
Le 13 novembre 1998, un appareil Lockheed C-130 Hercules de la New York Air National Guard resta bloqué dans une crevasse de glacier au cours d'un vol d'approvisionnement.
En 1999-2000, Laurence de la Ferrière est la première et la seule femme au monde à relier le pôle sud à la Terre Adélie, réussissant ainsi la traversée intégrale du continent en solitaire.
En mars 2002, 3,500 km2 de glace se séparèrent de la banquise Larsen B et de la barrière de glace Thwaites le long de la péninsule Antarctique pour former l'iceberg B-22. L'épaisseur de la banquise était de 200 m. Il s'est ensuite brisé en plus petits fragments.
En 2017, Małgorzata Wojtaczka, spéléologue polonaise de 51 ans, rejoint le pôle sud à pied après 69 jours en solitaire.

## Pêche et chasse
La pêche et la chasse à la baleine sont réglementées et contrôlées. Depuis 1986, la Commission baleinière internationale proscrit la pêche au cétacé à des fins commerciales mais autorise la revente de la viande saisie dans le cadre de recherches scientifiques. Le Japon - pourtant membre consultatif du traité sur l'Antarctique - fait fi de l'interdiction de chasser les mammifères marins au-dessous du soixante-cinquième parallèle, un espace pourtant considéré comme sanctuaire depuis 1944.